# Sønder Rind
Sønder Rind er en landsby i Midtjylland med 291 indbyggere  (2024). Sønder Rind er beliggende to kilometer øst for Rindsholm og 10 kilometer syd for Viborg. Byen ligger i Region Midtjylland og hører til Viborg Kommune.
Sønder Rind er beliggende i Sønder Rind Sogn og Sønder Rind Kirke ligger i byen.
På en mark udenfor Sønder Rind blev Stenmoseskatten fundet i 2021.